# Huddersfield Town Association Football Club 2018-2019
Questa pagina raccoglie i dati riguardanti il Huddersfield Town Association Football Club nelle competizioni ufficiali della stagione 2018-2019.

## Stagione
La stagione 2018-19 è la centodecima nella storia del club e la seconda consecutiva in Premier League, il primo livello del calcio inglese, e vede la squadra impegnata, oltre che in campionato, anche in FA Cup e in Football League Cup. A guidare la squadra viene riconfermato David Wagner già dalla stagione precedente.
L'11 agosto, l'Huddersfield ospita in casa il Chelsea, contro cui perde 3-0, cui segue un'altra sconfitta, in trasferta all'Etihad, per 6-0 contro il Manchester City; i primi due punti avvengono con i pareggi per 0-0 in casa contro il Cardiff City e 1-1 contro l'Everton in trasferta. In mezzo a questi due pareggi c'è l'unica partita in Coppa di Lega, dove i Terriers vengono elminati al secondo turno dopo la sconfitta per 2-0 contro lo Stoke City. La campagna di Wagner dura fino al 14 gennaio, due giorni dopo la fine della ventiduesima giornata terminata con un altro pareggio per 0-0 di nuovo contro il Cardiff, ultimo degli sette punti accumulati (1-1 contro il Burnley in trasferta; 1-0 contro il Fulham in casa, prima vittoria nella stagione; 1-1 contro il West Ham Utd ancora in casa nella giornata successiva; e 2-0 contro il Wolverhampton in trasferta in quella dopo ancora). Durante tale periodo, si registra anche l'eliminazione dalla FA Cup al terzo turno per mano del Bristol City, per 1-0. Mark Hudson, già allenatore della squadra Under-23, viene chiamato ad interim per una giornata soltanto, giusto il tempo per la sconfitta in casa per 3-0 contro il Man City.
Dopo Hudson, arriva Jan Siewert, il quale inizia il suo percorso con quattro sconfitte consecutive: contro l'Everton (1-0 in casa), il Chelsea (5-0 in trasferta), l'Arsenal (2-1 in casa) e il Newcastle Utd (2-0 in trasferta). Viene infine racimolata una sola vittoria di nuovo contro il Wolverhampton per 1-0 in casa, mentre le ultime due partite della stagione finiscono per 1-1, contro il Manchester Utd in casa e il Southampton in trasferta. La retrocessione in Championship avviene con sei giornate d'anticipo, dopo la sconfitta per 2-0 in casa contro il Crystal Palace il 30 marzo 2019, nel secondo declassamento più veloce nella storia del club (un giorno in ritardo rispetto al Derby County nel 2007-08), e il bilancio finale è di appena 16 punti (terzo peggior risultato di sempre per un club di Premier League); la squadra rimane all'ultimo posto dalla diciannovesima giornata fino alla fine del campionato.

## Rosa
| N. |                         | Ruolo | Calciatore         |
| -- | ----------------------- | ----- | ------------------ |
| 1  | Danimarca (bandiera)    | P     | Jonas Lössl        |
| 2  | Inghilterra (bandiera)  | D     | Tommy Smith        |
| 5  | Paesi Bassi (bandiera)  | D     | Terence Kongolo    |
| 6  | Inghilterra (bandiera)  | C     | Jonathan Hogg      |
| 7  | Curaçao (bandiera)      | C     | Juninho Bacuna     |
| 8  | Danimarca (bandiera)    | C     | Philip Billing     |
| 9  | RD del Congo (bandiera) | A     | Elias Kachunga     |
| 10 | Australia (bandiera)    | C     | Aaron Mooy         |
| 11 | Francia (bandiera)      | A     | Adama Diakhaby     |
| 12 | Inghilterra (bandiera)  | P     | Ben Hamer          |
| 13 | Inghilterra (bandiera)  | P     | Joel Coleman       |
| 15 | Germania (bandiera)     | D     | Chris Löwe         |
| 16 | Inghilterra (bandiera)  | A     | Karlan Grant       |
| 17 | Paesi Bassi (bandiera)  | C     | Rajiv van La Parra |
| 18 | Belgio (bandiera)       | A     | Isaac Mbenza       |

| N. |                        | Ruolo | Calciatore            |
| -- | ---------------------- | ----- | --------------------- |
| 19 | Stati Uniti (bandiera) | C     | Daniel Williams       |
| 20 | Belgio (bandiera)      | A     | Laurent Depoitre      |
| 21 | Inghilterra (bandiera) | C     | Alex Pritchard        |
| 24 | Benin (bandiera)       | A     | Steve Mounié          |
| 25 | Danimarca (bandiera)   | D     | Mathias Jørgensen     |
| 26 | Germania (bandiera)    | D     | Christopher Schindler |
| 27 | Slovenia (bandiera)    | D     | Jon Stanković         |
| 29 | Germania (bandiera)    | C     | Abdelhamid Sabiri     |
| 33 | Kosovo (bandiera)      | D     | Florent Hadergjonaj   |
| 37 | Germania (bandiera)    | D     | Erik Durm             |
| 38 | Inghilterra (bandiera) | D     | Demeaco Duhaney       |
| 41 | Inghilterra (bandiera) | C     | Matty Daly            |
| 42 | Inghilterra (bandiera) | C     | Jason Puncheon        |
| 44 | Inghilterra (bandiera) | C     | Aaron Rowe            |
|    | Inghilterra (bandiera) | C     | Jack Payne            |

## Organigramma societario
Area tecnica
- Allenatore: Jan Siewert
- Allenatore in seconda: Christoph Bühler, Mike Marsh, Andreas Winkler
- Preparatore dei portieri: Paul Clements
- Preparatori atletici:

## Risultati

### Premier League

#### Girone di andata
| Arbitro: | Kavanagh |

|  |           |                                         |
|  | Marcatori | 34’ Kanté 45’ (rig.) Jorginho 80’ Pedro |

| Arbitro: | Marriner |

|                                                             |           |               |
| Agüero 25’, 35’, 75’ Jesus 31’ Silva 48’ Kongolo 84’ (aut.) | Marcatori | 43’ Stanković |

| Huddersfield 25 agosto 2018, ore 15:00 WEST 3ª giornata | Huddersfield Town | 0 – 0 referto | Cardiff City | John Smith’s Stadium (21 193 spett.)\| Arbitro: \| Oliver \| |
| Arbitro:                                                | Oliver            |               |              |                                                              |

| Arbitro: | Attwell |

|                   |           |             |
| Calvert-Lewin 36’ | Marcatori | 34’ Billing |

| Arbitro: | Scott |

|  |           |          |
|  | Marcatori | 38’ Zaha |

| Arbitro: | Coote |

|                                      |           |                      |
| Iheanacho 19’ Maddison 66’ Vardy 75’ | Marcatori | 5’ Mathias Jørgensen |

| Arbitro: | Pawson |

|  |           |                      |
|  | Marcatori | 25’, 34’ (rig.) Kane |

| Arbitro: | Kavanagh |

|           |           |               |
| Vokes 20’ | Marcatori | 66’ Schindler |

| Arbitro: | Oliver |

|  |           |           |
|  | Marcatori | 24’ Salah |

| Arbitro: | Dean |

|                                      |           |  |
| Pereyra 10’ Deulofeu 19’ Success 80’ | Marcatori |  |

| Arbitro: | Taylor |

|                        |           |  |
| Fosu-Mensah 29’ (aut.) | Marcatori |  |

| Arbitro: | Kavanagh |

|              |           |              |
| Pritchard 6’ | Marcatori | 74’ Anderson |

| Arbitro: | Friend |

|  |           |              |
|  | Marcatori | 6’, 74’ Mooy |

| Arbitro: | Oliver |

|                      |           |                      |
| Mathias Jørgensen 1’ | Marcatori | 45’ Duffy 69’ Andone |

| Arbitro: | East |

|                      |           |             |
| Wilson 5’ Fraser 22’ | Marcatori | 38’ Kongolo |

| Arbitro: | Tierney |

|              |           |  |
| Torreira 83’ | Marcatori |  |

| Arbitro: | Taylor |

|  |           |            |
|  | Marcatori | 55’ Rondón |

| Arbitro: | Attwell |

|             |           |                                         |
| Billing 58’ | Marcatori | 15’ Redmond 42’ (rig.) Ings 71’ Obafemi |

| Arbitro: | Moss |

|                          |           |                       |
| Matić 28’ Pogba 64’, 78’ | Marcatori | 88’ Mathias Jørgensen |

#### Girone di ritorno
| Arbitro: | Friend |

|              |           |  |
| Mitrović 90’ | Marcatori |  |

| Arbitro: | Dean |

|            |           |                     |
| Mounié 33’ | Marcatori | 40’ Wood 74’ Barnes |

| Cardiff 12 gennaio 2019, ore 15:00 WET 22ª giornata | Cardiff City | 0 – 0 referto | Huddersfield Town | Cardiff City Stadium (30 725 spett.)\| Arbitro: \| Mason \| |
| Arbitro:                                            | Mason        |               |                   |                                                             |

| Arbitro: | Marriner |

|  |           |                                  |
|  | Marcatori | 18’ Danilo 54’ Sterling 56’ Sané |

| Arbitro: | Attwell |

|  |           |                |
|  | Marcatori | 3’ Richarlison |

| Arbitro: | Tierney |

|                                                  |           |  |
| Higuaín 16’, 69’ Hazard 45’ (rig.), 66’ Luiz 86’ | Marcatori |  |

| Arbitro: | Moss |

|           |           |                         |
| Grant 90’ | Marcatori | 16’ Iwobi 44’ Lacazette |

| Arbitro: | Friend |

|                      |           |  |
| Rondón 46’ Pérez 52’ | Marcatori |  |

| Arbitro: | Coote |

|            |           |  |
| Mounié 90’ | Marcatori |  |

| Arbitro: | Dean |

|            |           |  |
| Andone 79’ | Marcatori |  |

| Arbitro: | Taylor |

|  |           |                       |
|  | Marcatori | 20’ Wilson 66’ Fraser |

| Arbitro: | Moss |

|                                                 |           |                           |
| Noble 15’ (rig.) Ogbonna 75’ Hernández 84’, 90’ | Marcatori | 17’ Bacuna 30’, 65’ Grant |

| Arbitro: | Probert |

|                                        |           |  |
| Milivojević 76’ (rig.) van Aanholt 88’ | Marcatori |  |

| Arbitro: | Coote |

|                 |           |                                                  |
| Mooy 52’ (rig.) | Marcatori | 24’ Tielemans 48’, 84’ (rig.) Vardy 79’ Maddison |

| Arbitro: | Mason |

|                                 |           |  |
| Wanyama 24’ Lucas 27’, 87’, 90’ | Marcatori |  |

| Arbitro: | East |

|           |           |                  |
| Grant 90’ | Marcatori | 5’, 80’ Deulofeu |

| Arbitro: | Friend |

|                                       |           |  |
| Keïta 1’ Mané 23’, 66’ Salah 45’, 83’ | Marcatori |  |

| Arbitro: | Mason |

|            |           |              |
| Mbenza 60’ | Marcatori | 8’ McTominay |

| Arbitro: | Probert |

|             |           |               |
| Redmond 41’ | Marcatori | 55’ Pritchard |

### FA Cup
| Arbitro: | Bankes |

|               |           |  |
| Brownhill 72’ | Marcatori |  |

### Coppa di Lega
| Arbitro: | Bankes |

|                                |           |  |
| Berahino 53’ Bacuna 90’ (aut.) | Marcatori |  |

## Statistiche

### Statistiche di squadra
| Competizione   | Punti | In casa | In casa | In casa | In casa | In casa | In casa | In trasferta | In trasferta | In trasferta | In trasferta | In trasferta | In trasferta | Totale | Totale | Totale | Totale | Totale | Totale | DR  |
| Competizione   | Punti | G       | V       | N       | P       | Gf      | Gs      | G            | V            | N            | P            | Gf           | Gs           | G      | V      | N      | P      | Gf     | Gs     | DR  |
| -------------- | ----- | ------- | ------- | ------- | ------- | ------- | ------- | ------------ | ------------ | ------------ | ------------ | ------------ | ------------ | ------ | ------ | ------ | ------ | ------ | ------ | --- |
| Premier League | 16    | 19      | 2       | 3       | 14      | 10      | 31      | 19           | 1            | 4            | 14           | 12           | 45           | 38     | 3      | 7      | 28     | 22     | 76     | -54 |
| FA Cup         | -     | 0       | 0       | 0       | 0       | 0       | 0       | 1            | 0            | 0            | 1            | 0            | 1            | 1      | 0      | 0      | 1      | 0      | 1      | -1  |
| Coppa di Lega  | -     | 0       | 0       | 0       | 0       | 0       | 0       | 1            | 0            | 0            | 1            | 0            | 2            | 1      | 0      | 0      | 1      | 0      | 2      | -2  |
| Totale         | -     | 19      | 2       | 3       | 14      | 10      | 31      | 21           | 1            | 4            | 16           | 12           | 48           | 40     | 3      | 7      | 30     | 22     | 79     | -57 |

### Andamento in campionato
| Giornata  | 1  | 2  | 3  | 4  | 5  | 6  | 7  | 8  | 9  | 10 | 11 | 12 | 13 | 14 | 15 | 16 | 17 | 18 | 19 | 20 | 21 | 22 | 23 | 24 | 25 | 26 | 27 | 28 | 29 | 30 | 31 | 32 | 33 | 34 | 35 | 36 | 37 | 38 |
| --------- | -- | -- | -- | -- | -- | -- | -- | -- | -- | -- | -- | -- | -- | -- | -- | -- | -- | -- | -- | -- | -- | -- | -- | -- | -- | -- | -- | -- | -- | -- | -- | -- | -- | -- | -- | -- | -- | -- |
| Luogo     | C  | T  | C  | T  | C  | T  | C  | T  | C  | T  | C  | C  | T  | C  | T  | T  | C  | C  | T  | T  | C  | T  | C  | C  | T  | C  | T  | C  | T  | C  | T  | T  | C  | T  | C  | T  | C  | T  |
| Risultato | P  | P  | N  | N  | P  | P  | P  | N  | P  | P  | V  | N  | V  | P  | P  | P  | P  | P  | P  | P  | P  | N  | P  | P  | P  | P  | P  | V  | P  | P  | P  | P  | P  | P  | P  | P  | N  | N  |
| Posizione | 19 | 20 | 19 | 17 | 18 | 19 | 20 | 18 | 19 | 20 | 18 | 19 | 15 | 17 | 17 | 18 | 19 | 19 | 20 | 20 | 20 | 20 | 20 | 20 | 20 | 20 | 20 | 20 | 20 | 20 | 20 | 20 | 20 | 20 | 20 | 20 | 20 | 20 |

Legenda:

Luogo: C = Casa; T = Trasferta. Risultato: V = Vittoria; N = Pareggio; P = Sconfitta.

### Statistiche dei giocatori
| Giocatore       | Premier League | Premier League | Premier League | Premier League | FA Cup   | FA Cup | FA Cup      | FA Cup     | Coppa di Lega | Coppa di Lega | Coppa di Lega | Coppa di Lega | Totale   | Totale | Totale      | Totale     |
| Giocatore       | Presenze       | Reti           | Ammonizioni    | Espulsioni     | Presenze | Reti   | Ammonizioni | Espulsioni | Presenze      | Reti          | Ammonizioni   | Espulsioni    | Presenze | Reti   | Ammonizioni | Espulsioni |
| --------------- | -------------- | -------------- | -------------- | -------------- | -------- | ------ | ----------- | ---------- | ------------- | ------------- | ------------- | ------------- | -------- | ------ | ----------- | ---------- |
| J. Coleman      | 1              | 0              | 0              | 0              | -        | -      | -           | -          | -             | -             | -             | -             | 1        | 0      | 0           | 0          |
| B. Hamer        | 7              | 0              | 0              | 0              | 1        | 0      | 0           | 0          | -             | -             | -             | -             | 8        | 0      | 0           | 0          |
| J. Lössl        | 31             | 0              | 1              | 0              | -        | -      | -           | -          | 1             | 0             | 0             | 0             | 32       | 0      | 1           | 0          |
| D. Duhaney      | 1              | 0              | 0              | 0              | -        | -      | -           | -          | -             | -             | -             | -             | 1        | 0      | 0           | 0          |
| E. Durm         | 28             | 0              | 0              | 0              | 1        | 0      | 0           | 0          | 1             | 0             | 0             | 0             | 30       | 0      | 0           | 0          |
| F. Hadergjonaj  | 24             | 0              | 1              | 0              | -        | -      | -           | -          | -             | -             | -             | -             | 24       | 0      | 1           | 0          |
| T. Kongolo      | 32             | 1              | 4              | 0              | -        | -      | -           | -          | -             | -             | -             | -             | 32       | 1      | 4           | 0          |
| C. Löwe         | 29             | 0              | 2              | 0              | 1        | 0      | 0           | 0          | 1             | 0             | 0             | 0             | 31       | 0      | 2           | 0          |
| C. Schindler    | 37             | 1              | 4              | 1              | -        | -      | -           | -          | 1             | 0             | 0             | 0             | 38       | 1      | 4           | 1          |
| T. Smith        | 15             | 0              | 2              | 1              | -        | -      | -           | -          | 1             | 0             | 0             | 0             | 16       | 0      | 2           | 1          |
| J. Stanković    | 11             | 1              | 2              | 0              | 1        | 0      | 0           | 0          | 1             | 0             | 0             | 0             | 13       | 1      | 2           | 0          |
| M. Jørgensen    | 24             | 3              | 6              | 0              | 1        | 0      | 0           | 0          | -             | -             | -             | -             | 25       | 3      | 6           | 0          |
| J. Bacuna       | 21             | 1              | 4              | 0              | 1        | 0      | 0           | 0          | 1             | 0             | 1             | 0             | 23       | 1      | 5           | 0          |
| P. Billing      | 27             | 2              | 8              | 0              | -        | -      | -           | -          | -             | -             | -             | -             | 27       | 2      | 8           | 0          |
| M. Daly         | 2              | 0              | 0              | 0              | -        | -      | -           | -          | -             | -             | -             | -             | 2        | 0      | 0           | 0          |
| J. Hogg         | 29             | 0              | 8              | 1              | 1        | 0      | 0           | 0          | -             | -             | -             | -             | 30       | 0      | 8           | 1          |
| A. Mooy         | 29             | 3              | 4              | 0              | -        | -      | -           | -          | 1             | 0             | 0             | 0             | 30       | 3      | 4           | 0          |
| J. Payne        | -              | -              | -              | -              | -        | -      | -           | -          | -             | -             | -             | -             | -        | -      | -           | -          |
| A. Pritchard    | 30             | 2              | 2              | 0              | 1        | 0      | 0           | 0          | 1             | 0             | 0             | 0             | 32       | 2      | 2           | 0          |
| J. Puncheon     | 6              | 0              | 1              | 0              | 1        | 0      | 0           | 0          | -             | -             | -             | -             | 7        | 0      | 1           | 0          |
| A. Rowe         | 2              | 0              | 0              | 0              | -        | -      | -           | -          | -             | -             | -             | -             | 2        | 0      | 0           | 0          |
| A. Sabiri       | 2              | 0              | 0              | 0              | -        | -      | -           | -          | 1             | 0             | 0             | 0             | 3        | 0      | 0           | 0          |
| R. van La Parra | 5              | 0              | 0              | 0              | -        | -      | -           | -          | -             | -             | -             | -             | 5        | 0      | 0           | 0          |
| D. Williams     | 5              | 0              | 1              | 0              | -        | -      | -           | -          | 1             | 0             | 0             | 0             | 6        | 0      | 1           | 0          |
| L. Depoitre     | 23             | 0              | 1              | 0              | 1        | 0      | 0           | 0          | 1             | 0             | 0             | 0             | 25       | 0      | 1           | 0          |
| A. Diakhaby     | 12             | 0              | 1              | 0              | 1        | 0      | 0           | 0          | -             | -             | -             | -             | 13       | 0      | 1           | 0          |
| K. Grant        | 13             | 4              | 0              | 0              | -        | -      | -           | -          | -             | -             | -             | -             | 13       | 4      | 0           | 0          |
| E. Kachunga     | 20             | 0              | 2              | 0              | 1        | 0      | 0           | 0          | 1             | 0             | 0             | 0             | 22       | 0      | 2           | 0          |
| I. Mbenza       | 22             | 1              | 0              | 0              | 1        | 0      | 0           | 0          | 1             | 0             | 0             | 0             | 24       | 1      | 0           | 0          |
| S. Mounié       | 31             | 2              | 1              | 1              | 1        | 0      | 0           | 0          | -             | -             | -             | -             | 32       | 2      | 1           | 1          |
| C. Quaner       | 2              | 0              | 0              | 0              | -        | -      | -           | -          | -             | -             | -             | -             | 2        | 0      | 0           | 0          |
| R. Sobhi        | 4              | 0              | 0              | 0              | -        | -      | -           | -          | -             | -             | -             | -             | 4        | 0      | 0           | 0          |